# دار الكداري
دار الڭداري تقع دار الكداري في شمال الغربي للالمغرب ضمن جهة  الرباط سلا القنيطرة  التى كانت في اصل تندرج ضمن قبيلة بني حسن تبعد عن عاصمة الرباط على بعد 100 كلم و عن مدينة القنيطرة 60 كلم تتمركز على جانب واد بهت من جهه الغربية
و هي كانت قرية قديما التي كانت مركزا تاريخيا التي تتسم بتاريخ طويل من التأثير السياسية و الاجتماعية ، في المغرب حيث كانت تعتبر مركزًا مهمًا في مناطق شمال غرب المغرب.

## التسمية
فأصل سبب تسمية دار الكداري له قصة تاريخيّة فكانت تعرف قديما بقرية باسم “دار الجبل”. هذا الاسم كان يُستخدم للإشارة إلى موقعها الجغرافي بالقرب من الجبل والطبيعة الجبلية الريفية  القريبة من القرية ، فا مصطلح التسمية يتكون من كلمتين كلمة “دار” و في اللغة العربية تعني “البيت” أو “المكان”  فتحول الاسم بسبب مرور الوقت و الاحدات السياسية و الاجتماعية للمنطقة فأصبح تسمى بدار الكداري  و مصطلح  " الكداري " يعود إلى نسب دار القايد الحاج احمد الكداري الذي كان يحكمها و التي يقطن فيها فا في فترة الاستعمار الفرنسي و هو إسم كان معروفا لدى سلطات الاحتلال الفرنسي في المنطقة بدار القايد وهو من سلالة العائلة التاريخية العريقة التي حكمة في قبيلة بني حسن في شمال غرب المغرب مند قديما  

## تقافة
فا مدينة دارالكداري تتمتع بتراث فني وثقافي غني يعكس تاريخها العريق وعراقة سكانها يشمل هذا التراث مجموعة متنوعة من الفنون والممارسات التي تتجسد في العديد من المجالات مثل الحرف التقليدية، و الموسيقى و الطبخ. فيما يلي بعض من أبرز جوانب التراث الفني العريق لهذه المدينة .
1 . رقصة الهيت الحسناوي : 
هي رقصة من التراث الفلكلوري الشعبي الغرباوي الذي تشتهر به المدينة تتميز بالإيقاع السريع والحركات الجماعية المتناسقة التي يُؤدى في المناسبات الاجتماعية متعددة تأريخ الهوية الثقافية لمنطقة الغرب في المغرب.
2 . الموسيقى الشعبي الفلكلورية 
الموسيقى الشعبي الغرباوي :
يعتبر الفن الموسيقي في دار الكداري جزءًا من التراث الشعبي لمنطقة
الآلات الموسيقية التقليدية مثل "البندير" و الكمان او "الكمانجة" تُستخدم في الاحتفالات في المناسبات الأعراس الاجتماعية.
3 • المهرجانات الثقافية: 
تشهد المدينة مهرجانات موسيقية وثقافية تعكس التراث الشعبي للمنطقة مثل :
1 Festival Gharb spirit cultural  
Hassani
يعكس هذا المهرجان التقافة الفنية من الموسيقى و الرقص التقليدي في المنطقة 
2    Festival des rhythmes du Dar Gueddari 
يكشف هدا المهرجان انواع الفن الموسيقي الشعبي الغرباوي لينشر التقافة الفنية التاريخية في المنطقة
4 . الحرف التقليدية:
النسيج والحياكة:
تشتهر المنطقة بالحرف اليدوية مثل النسيج وصناعة السجاد او "زربية" التي يصنعوها نساء المنطقة و تضهر تقافة المدينة

## الاقتصاد
مدينة دار الكداري، التابعة لجهة الرباط سلا القنيطرة في المغرب، تعد واحدة من المناطق التي تعتمد بشكل كبير على الأنشطة الزراعية. ورغم أنها ليست مدينة صناعية كبيرة، فإنها تلعب دورًا هامًا في الاقتصاد المحلي بفضل الموارد الطبيعية التي تتمتع بها. إليك أبرز الأنشطة الاقتصادية في مدينة دار الكداري:
1. التجارة المحلية:
يتم تداول المنتجات المحلية في ، الأسواق الأسبوعية التي تخلق انتعاشاً في التجارة تعد جزءًا من النشاط اليومي لسكان المنطقة، حيث يتنقل الفلاحون والمزارعون لبيع منتجاتهم.
1. الزراعة:
الزراعة الفلاحية: تشتهر دار الكداري بالزراعة التقليدية، حيث تُزرع العديد من المحاصيل الزراعية مثل القمح، الشعير، الذرة، بالإضافة إلى الخضروات مثل البطاطا والطماطم. الزراعة تشكل المصدر الأساسي للرزق في المنطقة.
	•	زراعة الفواكه: المنطقة تشتهر أيضًا بزراعة بعض أنواع الفواكه مثل الزيتون، الذي يُعد من المحاصيل المهمة اقتصاديًا في المنطقة.
	•	البحث عن تحسين الإنتاج الفلاحي: مع تزايد الاهتمام بالزراعة الحديثة، بدأت بعض المبادرات لتطوير تقنيات الزراعة وتحسين الإنتاجية.
3. الصناعات الصغيرة:
	•	الصناعات الحرفية: تشمل صناعة الفخار والنسيج في بعض المناطق الصغيرة المحيطة. على الرغم من أنها ليست صناعة كبيرة، إلا أنها تعد جزءًا من التراث الثقافي للمجتمع المحلي.

## السياحة
مدينة دار الكداري في المغرب، هي مدينة صغيرة ولكنها تمتاز بخصوصيات ثقافية وطبيعية فريدة يمكن أن تكون وجهة سياحية مميزة لأولئك الذين يبحثون عن تجربة سياحية بعيدة عن الضوضاء والازدحام. تقع دار الكداري في منطقة ذات طابع ريفي مميز، مما يجعلها مثالية لعشاق السياحة البيئية والسياحة الثقافية.
أبرز الأنشطة السياحية في مدينة دار الكداري:
1. التعرف على المأكولات التقليدية :
الطعام المحلي في دار الكداري يُعد جزءًا من التراث الثقافي للمنطقة. يمكن للزوار تجربة الأطباق المغربية التقليدية مثل الطاجين، الكسكس، و الحرشة، وهي أطباق تُحضّر باستخدام مكونات محلية وطازجة.

2 . سوق المحلية:
الزوار يمكنهم زيارة الأسواق المحلية حيث يُباع المنتجات الفلاحية الطازجة مثل الزيتون والتمور و العسل و الخضروات. كما يمكن العثور على الحرف اليدوية مثل السجاد التي تعكس تراث المنطقة.
الأسواق هي فرصة للزوار للاحتكاك بالمجتمع المحلي وفهم أسلوب حياتهم.

3. المعالم التاريخية والثقافية :
على الرغم من أنها مدينة صغيرة، إلا أن التراث الثقافي في دار الكداري يحمل قيمة خاصة. يمكن للزوار استكشاف المعالم التاريخية الصغيرة التي تعكس الهوية المغربية التقليدية، التي تمثل الجزء التاريخي للمنطقة.
4. المهرجانات والفعاليات الثقافية:
يمكن أن تُنظم في المدينة المهرجانات الثقافية أو المناسبات الخاصة التي تعرض الرقصات الشعبية و الموسيقى التقليدية. يُحتفل في هذه الفعاليات بالثقافة المحلية والتراث المغربي، مثل الهيت مما يتيح للزوار فرصة التفاعل مع السكان المحليين.

## التاريخ
• في فترة الحماية الفرنسية في المغرب :
مدينة دار الكداري كانت إحدى القرى الواقعة في منطقة قبيلة بني حسن في غرب المغرب، تحديدًا في المناطق الجبلية والسهول التي تشتهر بها قبيلة بني حسن. تاريخ هذه القرية يعود إلى فترة ما قبل الاستعمار الفرنسي، حيث كانت تشكل جزءًا من الهيكل الاجتماعي والاقتصادي لقبيلة بني حسن. خلال الاستعمار الفرنسي، كان لتلك المنطقة دور بارز في حركة المقاومة المغربية ضد الاحتلال، بما في ذلك مشاركة بعض الشخصيات البارزة من قبيلة بني حسن.
• تاريخ القرية في العصور السابقة للاستعمار:
قبل وصول الاستعمار الفرنسي إلى المغرب في بداية القرن العشرين، كانت قرية دار الكداري جزءًا من شبكة القرى التي تنتمي إلى قبيلة بني حسن. هذه القبيلة كانت تُعرف بقوة ترابطها الاجتماعي والسياسي، وكان لها تأثير كبير في منطقة الغرب المغربي، خاصة في ما يتعلق بالأنشطة الزراعية والتجارة. وكانت العائلات مثل عائلة الكداري من الأسر التي تحظى باحترام في المجتمع المحلي، ولها دور في الشؤون القبلية والسياسية.
• فترة الاستعمار الفرنسي :
مع بداية الاستعمار الفرنسي في المغرب عام 1912، تم تقسيم البلاد إلى مناطق نفوذ، وكانت منطقة غرب المغرب جزءًا من المناطق التي سيطر عليها الاحتلال الفرنسي. قبيلة بني حسن، بما في ذلك قرية دار الكداري، كانت تقع في منطقة كانت تعاني من تأثيرات الاستعمار المباشرة، مثل فرض الضرائب، والتجنيد الإجباري، والتهجير القسري.
كانت منطقة بني حسن، مثل العديد من المناطق المغربية الأخرى، مسرحًا للمقاومة ضد الاستعمار الفرنسي. وقد شهدت القرية والقبيلة بشكل عام العديد من الأنشطة المقاومة من قبل المجاهدين المحليين الذين حاولوا التصدي للقوات الفرنسية. وكان لدور الأسَر المحلية مثل دار الكداري أهمية في دعم حركة المقاومة، حيث كان بعض أفراد القبيلة ينضمون إلى المجاهدين أو يقدمون لهم الدعم اللوجستي.
• المقاومة في دار الكداري :
منطقة دار الكداري كانت تُعد واحدة من المناطق التي ساهمت في مقاومة الاحتلال الفرنسي. على الرغم من أن دار الكداري كانت تعتبر من القرى الصغيرة، إلا أن المنطقة شهدت تظاهرات واحتجاجات ضد الاستعمار، كما انضم العديد من أفراد القبيلة إلى صفوف المقاومة المغربية بقيادة قادة محليين مثل عبد الكريم الخطابي في منطقة الريف أو الزعامات المحلية الأخرى التي كانت تشكل تحديًا للسلطة الاستعمارية.
كانت المنطقة تعاني من سياسات الاستعمار التي تشمل تجريد القبائل من أراضيها لصالح المشاريع الاستعمارية الفرنسية، وهو ما أدى إلى تصاعد التوترات بين الاحتلال الفرنسي والقبائل المحلية وكانت قرية دار الكداري إحدى النقاط التي شهدت بعض التوترات نتيجة لهذه السياسات.
• حياة السكان تحت الاحتلال :
أثرت سياسات الاستعمار الفرنسي بشكل عميق على الحياة اليومية للسكان في قرية دار الكداري. كان السكان يتعرضون لضغوط كبيرة من قبل السلطات الفرنسية التي كانت تحاول فرض نظمها على المناطق القروية. ولكن، كما هو الحال في العديد من القرى المغربية الأخرى، استطاعت الأسر المحلية الحفاظ على بعض من تقاليدها وهويتها رغم هذه الضغوط.
دور دار الكداري بعد الاستقلال :
بعد استقلال المغرب في عام 1956، تغير الوضع السياسي في المغرب بشكل جذري. ومع نهاية الاحتلال الفرنسي، بدأ المغرب في إعادة تشكيل بنيته السياسية والاجتماعية. ومع ذلك، ظل تأثير الأسر التقليدية مثل أسرة الكداري قائمًا في المجتمع المحلي، حيث حافظت هذه الأسر على دورها في الحياة القروية.
الخلاصة:
دار الكداري في منطقة غرب المغرب كانت جزءًا من نسيج المقاومة المغربية ضد الاستعمار الفرنسي. وعلى الرغم من الضغوط الاجتماعية والاقتصادية التي فرضها الاحتلال، حافظت المنطقة على هويتها، وساهمت في الحفاظ على تراث القبيلة ومقاومتها.

## التقافة المطبخ
مطبخ دار الكداري يتميز بتقديم أطباق تقليدية وعريقة تعكس تراث المنطقة و المغربي بشكل عام. وتستند هذه الأطباق إلى المكونات المحلية البسيطة التي توفرها الزراعة في المنطقة، وكذلك تقنيات الطهي التقليدية التي تنتقل عبر الأجيال. فيما يلي بعض الأطباق القديمة التي يتميز بها مطبخ مدينة دار الكداري:
1. الكسكس 
الكسكس هو أحد الأطباق التقليدية الأساسية في مطبخ  ويعد جزءًا من الهوية الثقافية للمنطقة. يتم تحضيره باستخدام السميد أو الشعير مع الخضروات الموسمية مثل الجزر، البطاطس، القرع، والبازلاء. في بعض الأحيان، يُضاف اللحم مثل الغنم أو الدجاج. يتم طهيه في كسكاس تقليدي فوق طاجين ساخن.
2 مدهوسة  :
رفيسة او مدهوسة  هو طبق مغربي تقليدي يتكون من نوعين رفيسة بالحرشة او المسمن او كما يسمى في المنطقة بالملوي يشتهر في امنطقة غرب المغرب، وخاصة في دار الكداري يتميز هذا الطبق بتنوع مكوناته وطريقة تحضيره الفريدة التي تعكس التراث الثقافي الغني لتلك المنطقة يعكس روح الضيافة المغربية التقليدية، ويُظهر كرم أهل بني حسن في تقديم الأطعمة ذات النكهة الأصيلة. يتميز طبق الرفيسة هنا باستخدام مكونات محلية وتوابل مميزة تساهم في تعزيز الطعم الفريد للطبق
مكونات المدهوسة : 
تتكون رفيسة من هذه المكونات الأساسية التي تساهم في إعداد مرق غني بالحبوب والدجاج، مع الخبز الممزوج بالمرق ليعطي نكهة دافئة ولذيذة.

3  الطاجين:
الطاجين هو من أشهر الأطباق في المطبخ المغربي بشكل عام، وهو أيضًا جزء أساسي من فن الطهو في دار الكداري. يتم تحضير الطاجين باستخدام اللحوم مثل الدجاج أو الضأن مع الخضار و التوابل، ثم يتم طهيه في وعاء فخاري خاص يُسمى طاجين.
الطاجين في هذه المنطقة قد يحتوي على مكونات محلية مثل الزيتون، التمور، و الزعفران، مما يمنحه نكهة فريدة.

4 • المسمن : 
المسمن الملوي هو نوع من المسمن المغربي التقليدي الذي يتميز بكونه يحتوي على طبقات متعددة ويُعد باستخدام تقنيات خاصة تجعل من مذاقه وقوامه فريدين. في قبيلة دار الكداري (الواقعة في منطقة الغرب بالمغرب)، يُعتبر المسمن الملوي من الأطباق المحبوبة التي تُحضّر بكثرة في المناسبات والعزائم، ويتميز بالعديد من الخصائص التي تعكس التراث المحلي للمطبخ المغربي
خصائص المميزة للمسمن الملوي في مدينة دار الكداري :
	•	الطبقات الرقيقة: المسمن الملوي في قبيلة بني حسن يتميز بتعدد الطبقات المقرمشة التي تُعطيه قوامًا خفيفًا ولذيذًا.
	•	استخدام السمن أو الزيت: يُعد السمن من المكونات الأساسية التي تعطي طعمًا غنيًا ورائحة مميزة، مما يعكس المكونات الطبيعية والمحلية في منطقة بني حسن.
	•	التقديم في المناسبات: يُعتبر المسمن الملوي طبقًا تقليديًا يُقدّم في مناسبات مثل الأعراس والاحتفالات العائلية.
لمسة محلية:
في دار الكداري ، يُعتبر المسمن الملوي جزءًا من التراث المحلي، ويعكس روح الضيافة المغربية الحقيقية. يتم تحضيره بعناية خاصة ويُظهر حب المنطقة لإعداد الأطعمة التقليدية التي تجمع بين البساطة والنكهة الغنية
5. الحرشة :
الحرشة هي نوع من المعجنات المغربية الشهيرة التي تُعد باستخدام السميد، الزبدة أو الزيت، والعسل أو السكر. كانت تُحضّر عادة في الصباح وتؤكل مع الشاي أو الحليب كوجبة إفطار خفيفة. يتم تحضيرها بطريقة تقليدية، وتُعتبر من الأطباق الأساسية 
6. الحريرة:
الحريرة هي شوربة مغربية تقليدية تُحضّر من الطماطم، العدس، الحبوب، واللحوم مثل اللحم الضأن أو الدجاج، وتُستخدم التوابل مثل الكركم و الكمون لتعزيز النكهة.
يُعد هذا الطبق بشكل خاص في شهر رمضان، حيث يتم تناوله خلال الإفطار.
5 • صفنج  :
الصفنج هو نوع من الحلويات المغربية التقليدية، وهو يشبه إلى حد كبير الفطائر المقلية أو الدونات. يتم تحضير الصفنج عادة في المناسبات الخاصة مثل الأعياد أو المناسبات العائلية، وهو يتمتع بنكهة مميزة ورائحة شهية، ويحبّه الناس خاصة في الفطور أو الوجبات الخفيفة
6. البسطيلا :
البسطيلا هي واحدة من الأطباق الفاخرة التي تُعد في المناسبات الخاصة، ويتم تحضيرها باستخدام الدجاج أو الحمام مع اللوز والزبيب والتوابل مثل الزعفران والقرفة. يتم تغليف المكونات بورق البسطيلة ويتم طهيها في الفرن.
5 . شواء  او "الشوا"
هو جزء أساسي من التراث الاجتماعي والثقافي في المنطقة. يجسد طابع الحياة البسيطة والضيافة التي تشتهر بها القرى المغربية، ويُعد طريقة رائعة للاحتفال بالمناسبات والتواصل بين أفراد المجتمع. وخاصتا في سوق المحلي المعروف توافد العديد من السكان المنطقة اليه كما أن نكهة الشواء التقليدي على الفحم مع التوابل المحلية تجذب الزوار وتمنحهم تجربة فريدة من نوعه 
8. الشاي بالنعناع
الشاي بالنعناع هو جزء من الضيافة التقليدية في قرية دار الكداري. يتم تحضيره باستخدام النعناع الطازج والسكر في عملية تقليدية، حيث يُشرب مع الحرشة أو الخبز. يعتبر هذا المشروب علامة على حسن الاستقبال. 

## التعليم
تحتوي مدينة دار الكداري على عدة مؤسسات للتعليم الابتدائي ومؤسسة للتعليم الثانوي الاعدادي وأخرى للثانوي،